# みどり市立福岡西小学校
みどり市立福岡西小学校（みどりしりつ ふくおかにししょうがっこう）は、群馬県みどり市大間々町塩原にかつて存在した公立小学校。2012年3月をもって閉校。みどり市立大間々北小学校へ統合された。 
その後、2019年11月にみどり市多世代交流館として開所した。 

## 沿革

### 年表
- 1932年10月 - 大間々学校分校として設立[1]。
- 1953年4月 - 福岡村立福岡小学校西分教場から独立し、福岡村立福岡西小学校開校[1]。
- 2012年3月31日 - 閉校[1]。みどり市立大間々北小学校へ統合。
- 2019年11月23日- みどり市多世代交流館として開所。

## 通学区域
- みどり市
  - 大間々町塩原
  - 大間々町塩沢

## 進学先中学校
- みどり市立大間々中学校

## 学区内の主な施設
- 塩原神社